# Hikmet Şimşek
Hikmet Şimşek (Pervari, 1924 – Ankara, 2001) fou un director d'orquestra turc de música clàssica. Va ser Devlet Sanatçısı (Artista de l'Estat) de Turquia, des del 1981.
El 1936 ingressà en el col·legi militar. El 1946, abans de completar la seva educació militar, fou transferit al Conservatori d'Ankara on fou alumne d'Eduard Zuckmayer, Hasan Ferit Alnar i Ahmet Adnan Saygun. El 1953 es graduà en el conservatori amb honors. Casà amb la pintora Nihal Şimşek.
Després de 1959 fou designat com a director assistent de l'Orquestra simfònica Presidencial de Turquia. Va romandre en aquesta posició fins al 1986. Treballà de valent per publicar la música clàssica per programes de ràdio de TRT. En aquests programes abans de tocar, donava conferències de les composicions. També va introduir compositors turcs. El 1981, se li atorga el títol "Artista de l'Estat" de Turquia. En els 1980's, realitzà alguns àlbums amb composicions de artistes turcs.
També prengué part en la formació de tres nous conservatoris al país, (Esmirna, Bursa i Çukurova). Morí el 2011 a causa d'un tumor cerebral.